# Fórum de Ciência e Cultura da Universidade Federal do Rio de Janeiro
O Fórum de Ciência e Cultura (FCC) da Universidade Federal do Rio de Janeiro (UFRJ) compõe órgãos destinado à difusão científica e cultural desta universidade. De acordo com o estatuto da universidade, o Fórum faz parte da estrutura média da UFRJ, juntamente com o Complexo Hospitalar.

## Órgãos Suplementares
- Museu Nacional
- Colégio Brasileiro de Altos Estudos
- Editora UFRJ
- Sistema de Bibliotecas e Informação
- Casa da Ciência - Centro Cultural de Ciência e Tecnologia
- Universidade da Cidadania
- Sistema de Museus, Acervos e Patrimônio Cultural
- Núcleo de Rádio e TV

## Palácio Universitário
Áreas nobres e de grande relevância cultural do Palácio Universitário são administradas pelo FCC, como o Salão Dourado, o Salão Vermelho, o Salão Pedro Calmon, o Salão Moniz de Aragão e a Capela de São Pedro de Alcântara. Ademais, a  biblioteca central da universidade, denominada Biblioteca Pedro Calmon, é também gerenciada pelo Fórum.

## Galeria de fotos

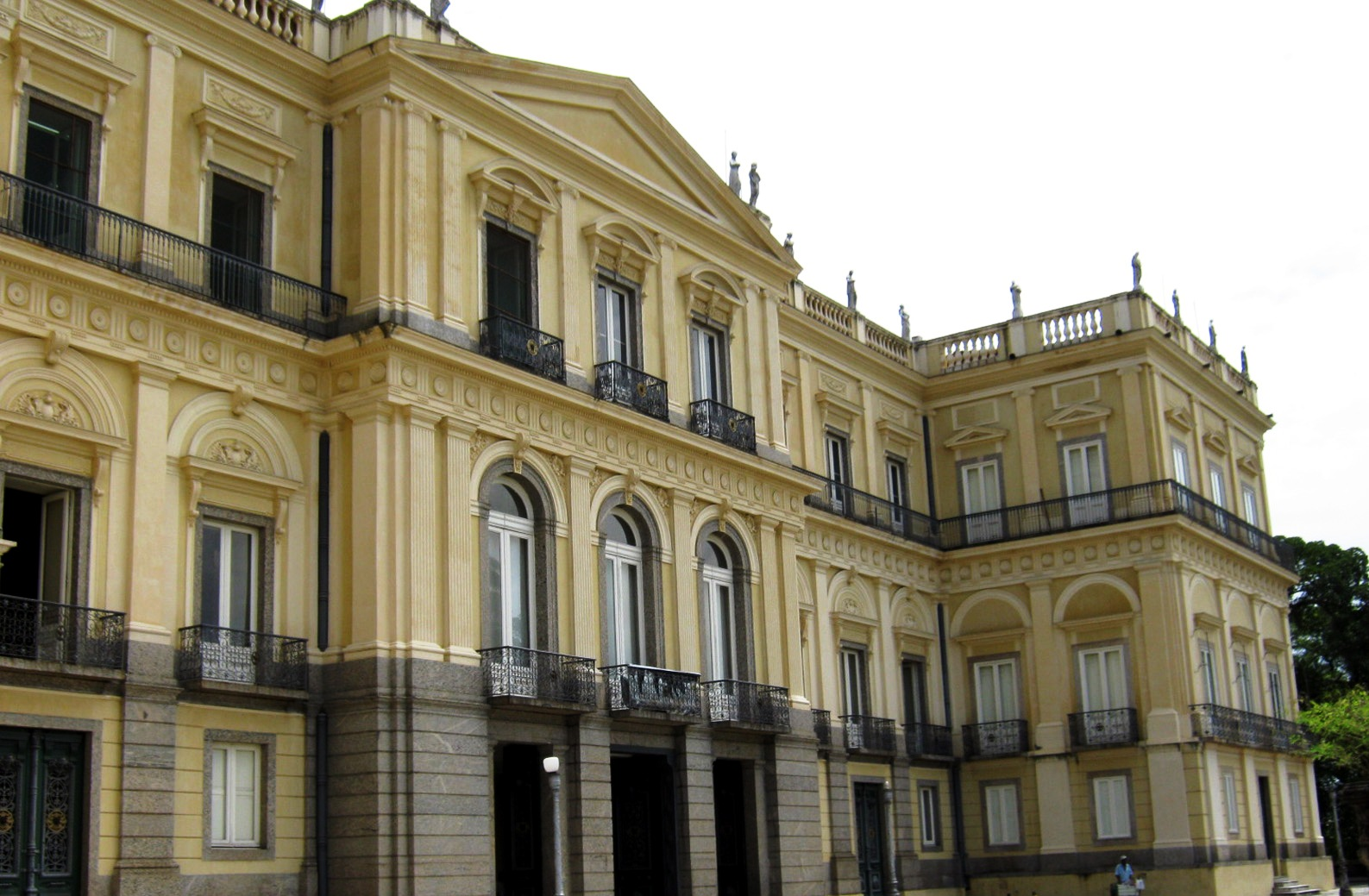
Museu Nacional
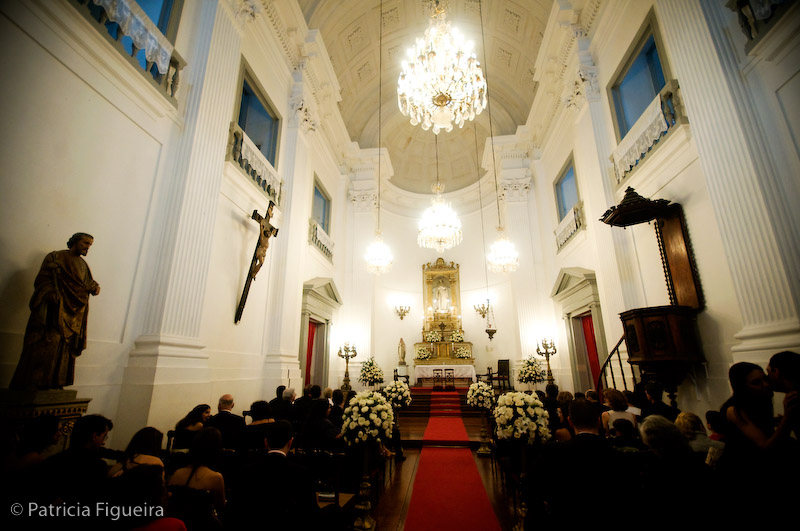
Capela de São Pedro de Alcântara
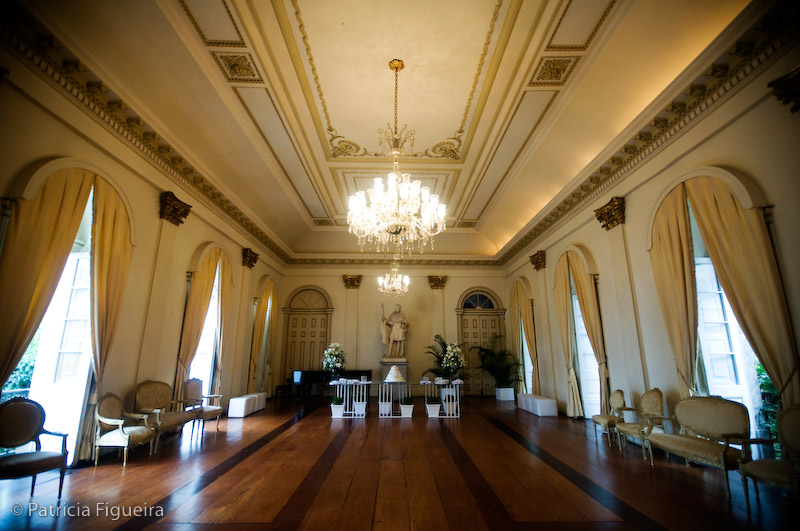
Salão Dourado
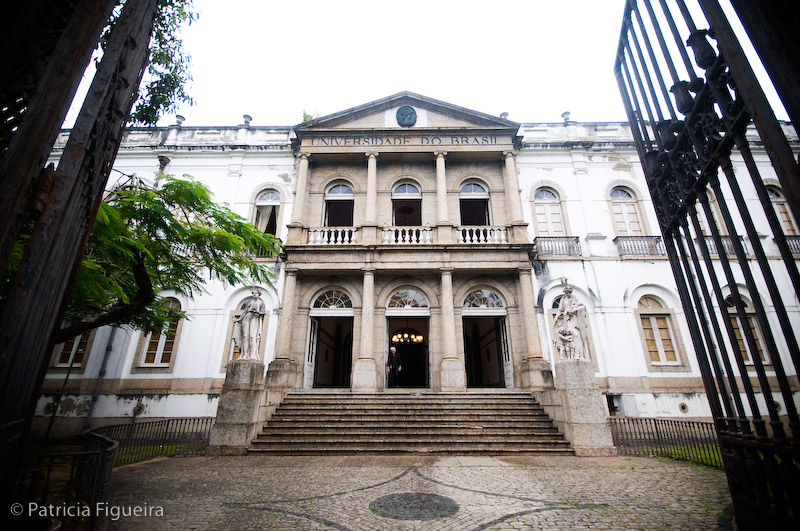
Palácio Universitário